# Флікер (світловідбивач)

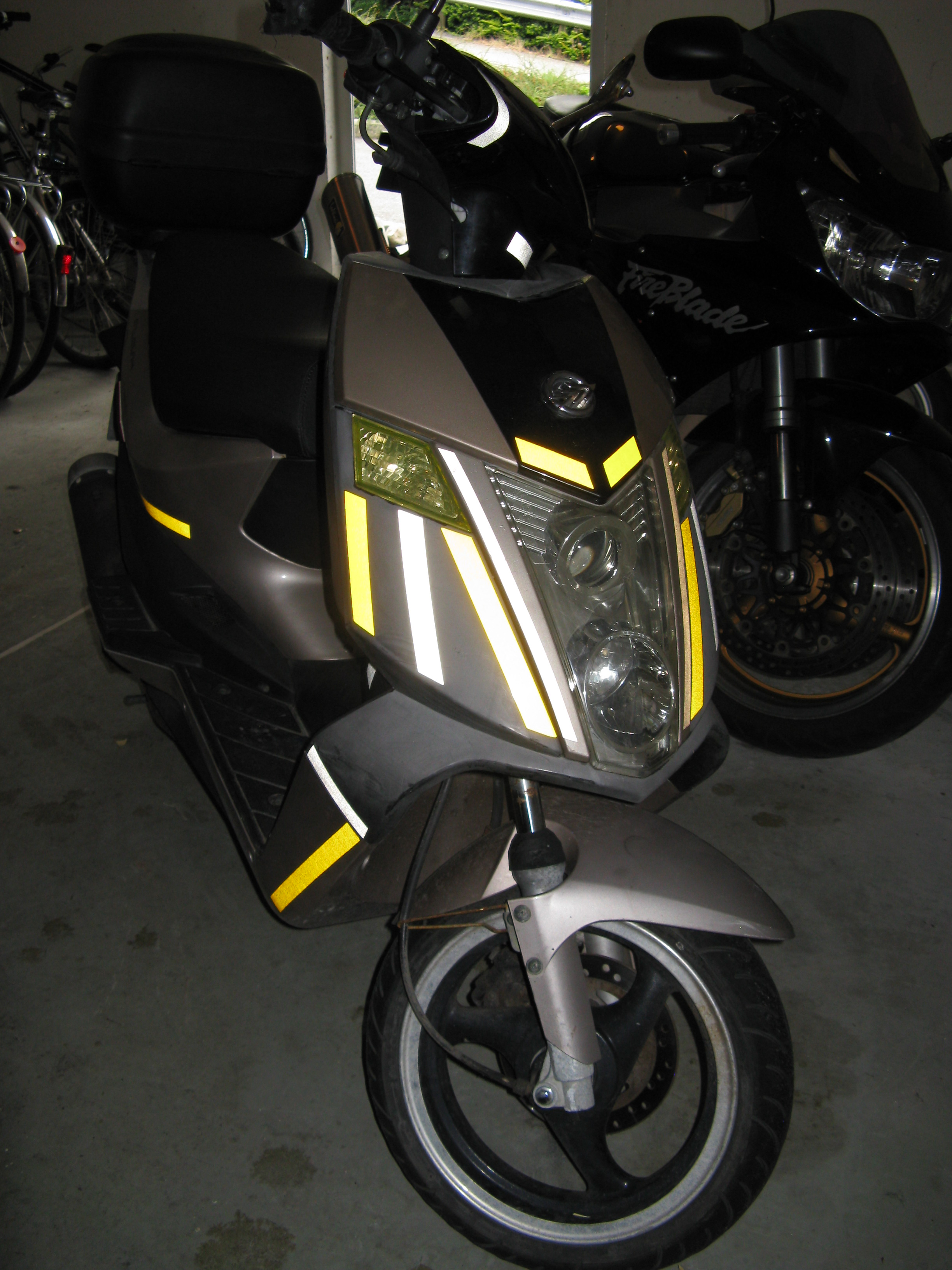
Флікери на мопеді

Флі́кери — маленькі значки або наклейки, які
відбивають світло в темряві. Вони допомагають побачити пішохода в нічний час.

## Призначення
Світло, що падає на флікер, відбивається у тому напрямку, звідки воно падає. Тому навіть і тому випадку коли людина рухається, повертається відносно джерела світла, то флікер буде завжди видний. Навіть у дощ, туман ці наклейки не втрачають своїх властивостей.
Флікери можна розмістити на рюкзаку, куртці, руці або джинсах, а також на взутті. При їзді з ближнім світлом відстань, при якій можна помітити пішохода 25—30 метрів, а якщо у людини є флікер, то вона збільшується до 130–140 метрів. А водій, що їде в машині з включеним дальнім світлом, може побачити флікер з відстані 400 метрів.

## Різновиди
Флікери виготовляють з м'якого пластику і мають яскравий відтінок. Вони бувають у вигляді смайликів, іграшок, пластин, значків, плоских брелоків і наклейок. Дизайн більшості з них — молодіжний. Флікери кріпляться за допомогою шпильки або шнурка, а на скейтборд або велосипеди можна причепити флікер, що скручується. За твердженням фахівців, найкраще місце, куди варто повісити флікер — це груди та стегна, але частіше люди воліють прикріплювати флікери на кисті, свої портфелі або сумочки.
Працівники, що забезпечують безпеку на дорогах, роздають безкоштовні флікери — не тільки заради реклами, але, в першу чергу, заради безпеки та збереження життя. Адже їх використання знижує ризик наїзду на пішохода на 65 відсотків. У матеріали в ЗМІ є показ того, що флікер комусь врятував життя. На сайтах в Інтернеті відгуки про світловідбивні дрібнички — тільки позитивні.
У таких країнах як Велика Британія, Фінляндія, Естонія, використання флікерів є обов'язковим згідно з їхніми Правилами дорожнього руху. Час показав, що кількість ДТП за участю пішоходів у цих державах значно знизилася після прийняття рішень про використання флікерів.